# Рощинський сільський округ (Тайиншинський район)
Ро́щинський сільський округ (каз. Рощинск ауылдық округі, рос. Рощинский сельский округ) — адміністративна одиниця у складі Тайиншинського району Північноказахстанської області Казахстану. Адміністративний центр — село Рощинське.
Населення — 1005 осіб (2021; 1590 у 2009, 2597 у 1999, 3435 у 1989).
Станом на 1989 рік існували Макашевська сільська рада (села Димитровка, Краматоровка, Макашевка, Октябрське) та Рощинська сільська рада (села Рощинське, Сирибай) колишнього Келлеровського району, село Комсомольське перебувало у складі Нагорної сільської ради. Село Комсомольське було ліквідовано 2024 року.

## Склад
До складу округу входять такі населені пункти:
| Населений пункт     | Старі назви | Населення, осіб (1989) | Населення, осіб (1999) | Населення, осіб (2009) | Населення, осіб (2021) |
| ------------------- | ----------- | ---------------------- | ---------------------- | ---------------------- | ---------------------- |
| Димитровка, село    | -           | 542                    | 494                    | 280                    | 70                     |
| Комсомольське, село | -           | 394                    | 221                    | 70                     | 20                     |
| Краматоровка, село  | -           | 230                    | 173                    | 89                     | 63                     |
| Макашевка, село     | -           | 809                    | 622                    | 487                    | 398                    |
| Октябрське, село    | -           | 381                    | 252                    | 108                    | 26                     |
| Рощинське, село     | -           | 943                    | 775                    | 531                    | 419                    |
| Сарибай, село       | Сирибай     | 136                    | 60                     | 25                     | 9                      |